# Homoneura ambusta
Homoneura ambusta är en tvåvingeart som beskrevs av Malloch 1932. Homoneura ambusta ingår i släktet Homoneura och familjen lövflugor. Inga underarter finns listade i Catalogue of Life.